# جوجيل
جوجيل (بالفارسية: جوجیل) هي قرية تقع في قسم زازران الريفي (مقاطعة فلاورجان) في إيران. يقدر عدد سكانها بـ 4,965 نسمة .